# Vincenc Pořízka
Vincenc Pořízka (9. listopad 1905, Drahany u Plumlova – 22. srpen 1982, Praha) byl český římskokatolický duchovní a průkopník české indologie, specializující se na hindštinu.

## Život a dílo
Odmaturoval na Arcibiskupském gymnáziu v Kroměříži. Vystudoval teologii na Cyrilometodějské bohoslovecké fakultě Univerzity Palackého v Olomouci, později studoval indologii u Vincenta Lesného na Filozofické fakultě Univerzity Karlovy v Praze. Jeho žákem byl např. český indolog Jan Marek.
Byl kritikem díla Hindština (1956/1957) českého indologa a akademika Odolena Smékala.